# Brûle, sorcière, brûle !
Pour plus de détails, voir Fiche technique et Distribution.
Brûle, sorcière, brûle ! (Burn, Witch, Burn), également connu sous le titre La Nuit de l'aigle (Night of the Eagle), est un film d'épouvante fantastique britannique réalisé par Sidney Hayers et sorti en 1962.
Le sujet est adapté du roman paru en 1943 de Fritz Leiber intitulé Ballet de sorcières (Conjure Wife).

## Synopsis
Le professeur Taylor est farouchement sceptique à l'égard de tout ce qui touche à la sorcellerie et au surnaturel. Un soir, il découvre que sa femme Tansy, pour protéger sa vie et sa carrière d'enseignante, a caché des amulettes dans divers endroits de la maison. Bien que conscient que la femme a agi par amour pour lui, Taylor brûle tous les objets magiques dans le feu de la cheminée devant sa femme apparemment résignée. Mais à partir de ce moment, sa vie bascule : une étudiante l'accuse de l'avoir agressée, son petit ami le menace avec une arme à feu et une nuit, pendant un orage, quelque chose d'inconnu et de menaçant tente de pénétrer dans sa maison. Sa femme, dans une tentative extrême pour le sauver, veut se sacrifier, mais le professeur Taylor, dans un moment de désespoir, se laissant guider par les croyances de Tansy en la magie, parvient à la ramener auprès de lui. Après que la femme a tenté de le tuer en agissant sous une influence maléfique qui l'a privée de sa volonté, Taylor se rend compte que son véritable ennemi se cache parmi le personnel du collège où il enseigne.

## Fiche technique
- Titre français : Brûle, sorcière, brûle ! ou La Nuit de l'aigle[1]
- Titre original anglais : Night of the Eagle (Royaume-Uni) ou Burn, Witch, Burn (États-Unis) ou Torment[2]
- Réalisation : Sidney Hayers
- Scénario : Charles Beaumont, Richard Matheson, George Baxt
- Photographie : Reginald Wyer
- Montage : Ralph Sheldon
- Musique : William Alwyn
- Décors : Jack Shampan
- Production : Albert Fennell, Julian Wintle, Leslie Parkyn, Nat Cohen
- Sociétés de production : Independant Artists, Anglo-Amalgamated
- Format : Noir et blanc - 1,85:1 - Son mono - 35 mm
- Pays de production :  Royaume-Uni
- Langue originale : anglais britannique
- Genre : film d'épouvante fantastique
- Durée : 87 minutes
- Dates de sortie : 
  - Royaume-Uni : 9 mars 1962
  - France : 1962

## Distribution
- Peter Wyngarde : Norman Taylor
- Janet Blair : Tansy Taylor
- Margaret Johnston : Flora Carr
- Anthony Nicholls : Harvey Sawtelle
- Colin Gordon : Lindsay Carr
- Kathleen Byron : Evelyn Sawtelle
- Reginald Beckwith : Harold Gunnison
- Jessica Dunning : Hilda Gunnison
- Norman Bird : Le docteur
- Judith Stott : Margaret Abbott
- Bill Mitchell : Fred Jennings